# Паралелна лествица
Дурска лествица (скала) има седам ступњева и завршни осми који је поновљени први за октаву више. Између III и IV и VII и VIII (првог) ступња налазе се мањи висински размаци - полустепени, док се између осталих ступњева налазе већи - цели степени:
Молска лествица (скала), као и дурска, има седам ступњева и осми који је поновљени први. 
Постоје три врсте молске лествице:
1. Природна - састављена од истих тонова као паралелна дурска (види први нотни пример у поглављу Како настаје паралелна лествица).
2. Хармонска - у којој је VII ступањ повишен за полустепен.
3. Мелодијска - у којој су повишени VI и VII ступањ за пола степена.

## Како настаје паралелна лествица
Паралелна лествица (фр. relative mineure, енгл. relative key)
Свака дурска скала има своју паралелну молску која почиње од шестог ступња дурске скале (који постаје први ступањ молске скале). Види следећи пример: 
Паралелне скале - дурска и молска - имају исти стални предзнак, нпр.:

## Преглед паралелних лествица по квинтном кругу
Прикажимо све паралелне лествице по квинтном кругу:
| Стални предзнаци | Дурска лествица | Молска лествица |
| --- | --------------- | --------------- |
| B{\displaystyle \flat }, E{\displaystyle \flat }, A{\displaystyle \flat }, D{\displaystyle \flat }, G{\displaystyle \flat }, C{\displaystyle \flat },F{\displaystyle \flat }        | Ces-дур         | as-мол          |
| B{\displaystyle \flat }, E{\displaystyle \flat }, A{\displaystyle \flat }, D{\displaystyle \flat }, G{\displaystyle \flat }, C{\displaystyle \flat }                                | Ges-дур         | es-мол          |
| B{\displaystyle \flat }, E{\displaystyle \flat }, A{\displaystyle \flat }, D{\displaystyle \flat }, G{\displaystyle \flat }                                                         | Des-дур         | b-мол           |
| B{\displaystyle \flat }, E{\displaystyle \flat }, A{\displaystyle \flat }, D{\displaystyle \flat }                                                                                  | As-дур          | f-мол           |
| B{\displaystyle \flat }, E{\displaystyle \flat }, A{\displaystyle \flat } | Es-дур          | c-мол           |
| B{\displaystyle \flat }, E{\displaystyle \flat } | B-дур           | g-мол           |
| B{\displaystyle \flat } | F-дур           | d-мол           |
| | C-дур           | а-мол           |
| F{\displaystyle \sharp } | G-дур           | e-мол           |
| F{\displaystyle \sharp }, C{\displaystyle \sharp } | D-дур           | h-мол           |
| F{\displaystyle \sharp }, C{\displaystyle \sharp }, G{\displaystyle \sharp } | A-дур           | fis-мол         |
| F{\displaystyle \sharp }, C{\displaystyle \sharp }, G{\displaystyle \sharp }, D{\displaystyle \sharp }                                                                              | E-дур           | cis-мол         |
| F{\displaystyle \sharp }, C{\displaystyle \sharp }, G{\displaystyle \sharp }, D{\displaystyle \sharp }, A{\displaystyle \sharp }                                                    | H-дур           | gis-мол         |
| F{\displaystyle \sharp }, C{\displaystyle \sharp }, G{\displaystyle \sharp }, D{\displaystyle \sharp }, A{\displaystyle \sharp }, E{\displaystyle \sharp }                          | Fis-дур         | dis-мол         |
| F{\displaystyle \sharp }, C{\displaystyle \sharp }, G{\displaystyle \sharp }, D{\displaystyle \sharp }, A{\displaystyle \sharp }, E{\displaystyle \sharp },H{\displaystyle \sharp } | Cis-дур         | ais-мол         |